# 경상남도의 성 목록
다음은 경상남도에 있는 성들의 목록이다.
| 명칭                                | 소재지                                                | 분류               | 둘레              | 축성      | 비고                                                      |
| 거창 거열성 (居昌 居列城)           | 경남 거창군 거창읍 중앙로 24-12 (상림리)              | 산성               |                   | 미정      | 경상남도의 기념물 제22호                                  |
| 김해 분산성 (金海 盆山城)           | 경남 김해시 가야로405번안길 210-162 (어방동)          | 성곽               | 52,923m2          | 삼국 시대 | 대한민국의 사적 제66호                                    |
| 김해 양동산성 (金海 良洞山城)       | 경남 김해시 주촌면 양동 산 39-1,2                     | 산성               | 65,820m2          | 미정      | 경상남도의 기념물 제91호                                  |
| 김해읍성 (金海邑城)                 | 경남 김해시 동상동 818번지 일대 서상동 222-2번지 일원 | 읍성               | 1,950m2           | 미정      |                                                           |
| 남해 금오산성 (南海 金鰲山城)       | 경남 남해군 창선면 당항리 산102번지 외                | 산성 (테뫼식 석성) |                   | 미정      | 경상남도의 기념물 제249호                                 |
| 남해 대국산성 (南海 大局山城)       | 경남 남해군 설천면 진목리 184번지                     | 산성               |                   | 미정      | 경상남도의 기념물 제19호                                  |
| 남해 선소왜성 (南海 船所倭城)       | 경남 남해군 남해읍 선소리 163-1                       | 일본성             |                   | 조선      | 정유재란 당시 일본이 축성                                 |
| 남해장성 (南海長城)                 | 경남 남해군 이동면 신전리 115번지 외 12필지           | 성                 | 72,580m2          | 미정      | 경상남도의 기념물 제154호                                 |
| 김해 농소왜성지 (金海 農所倭城址)   | 경남 김해시 주촌면 농소리 산22-5                      | 일본성             |                   | 조선      | 임진왜란 당시 일본이 축성 (현재 방치된 상태로 멸실 위기)  |
| 마사왜성지 (馬沙倭城址)             | 경남 김해시 한림면 금곡리 산61-2                      | 일본성             |                   | 조선      | 임진왜란 당시 일본이 축성 (현재 방치된 상태로 멸실 위기)  |
| 마산일본성 (馬山日本城)             | 경남 창원시 마산합포구 산호동                         | 일본성             |                   | 조선      | 사적 제36호 해제 (정유재란 당시 일본이 축성)              |
| 밀양읍성 (密陽邑城)                 | 경남 밀양시 영남루1길 16-11, 3필 (내일동)             | 읍성               | 75,746m2          | 조선      | 경상남도의 기념물 제167호                                 |
| 밀양 추화산성 (密陽 推火山城)       | 경남 밀양시 교동 376-1번지                            | 성곽               | 90,912m2          | 삼국 시대 | 경상남도의 기념물 제94호                                  |
| 사천선진리성 (泗川船津里城)         | 경남 사천시 용현면 선진리 770번지 외                  | 일본성             |                   | 조선      | 경상남도의 문화재자료 제274호 (정유재란 당시 일본이 축성) |
| 양산 북부동 산성 (梁山 北部洞 山城) | 경남 양산시 남부동, 중부동, 다방동                    | 산성               | 205,785m2         | 신라      | 대한민국의 사적 제98호                                    |
| 양산 신기리 산성 (梁山 新基里 山城) | 경남 양산시 북정동                                    | 산성               | 173,540m2         | 신라      | 대한민국의 사적 제97호                                    |
| 양산 우불산성 (梁山 于弗山城)       | 경남 양산시 삼호동 산2-3                              | 산성               | 43,315m2          | 삼국 시대 | 경상남도의 기념물 제259호                                 |
| 양산 증산리 왜성 (勿禁 甑山里 倭城) | 경남 양산시 물금읍 증산리 산15                        | 일본성             | 23,703m2          | 조선      | 경상남도의 문화재자료 제276호 (정유재란 당시 일본이 축성) |
| 진주성 (晉州城)                     | 경남 진주시 남강로 626 (본성동, 진주성)               | 석성               | 173,036m2         | 백제      | 대한민국의 사적 제118호                                   |
| 진주 전 송대산성 (晋州 傳 松臺山城) | 경남 진주시 대곡면 대곡리 산34-2번지 외               | 산성               | 178,181m2         | 미정      | 경상남도의 기념물 제244호                                 |
| 창녕 목마산성 (昌寧 牧馬山城)       | 경남 창녕군 창녕읍 송현리 산5-2                       | 성곽               | 82,116m2          | 조선      | 대한민국의 사적 제65호                                    |
| 창녕 성산산성 (昌寧 城山山城)       | 경남 창녕군 이방면 성산리 산 63-2                     | 산성               | 39,669m2          | 신라      | 경상남도의 문화재자료 제86호                              |
| 창녕 화왕산성 (昌寧 火旺山城)       | 경남 창녕군 창녕읍 옥천리 산322번지                   | 성곽               | 226,790m2         | 삼국 시대 | 대한민국의 사적 제64호                                    |
| 창원 이산성지 (昌原 鯉山城址)       | 경남 창원시 마산회원구 회원동 산7-8번지               | 테뫼식 산성        | 14,456m2          | 삼한      | 경상남도의 기념물 제52호                                  |
| 합포성지 (合浦城址)                 | 경남 창원시 마산회원구 합성동                         | 성                 | 1,881m2           | 고려 시대 | 경상남도의 유형문화재 제153호                             |
| 창원 안골왜성 (昌原 安骨倭城)       | 경남 창원시 진해구 안골동 산27번지 외                 | 일본성             | 19,208m2          | 조선      | 경상남도의 문화재자료 제275호 (임진왜란 당시 일본이 축성) |
| 창원 웅천왜성 (昌原 熊川倭城)       | 경남 창원시 진해구 남문동 산211-1번지                 | 일본성             |                   | 조선      | 경상남도의 기념물 제79호 (임진왜란 당시 일본이 축성)      |
| 창원 웅천읍성 (昌原 熊川邑城)       | 경남 창원시 진해구 성내동                             | 읍성               |                   | 조선      | 경상남도의 기념물 제15호                                  |
| 창원 제포성지 (昌原 薺浦城址)       | 경남 창원시 진해구 제덕동 830번지 ,831                | 성곽               | 8,916m2           | 고려 시대 | 경상남도의 기념물 제184호                                 |
| 하동 고소성 (河東 姑蘇城)           | 경남 하동군 악양면 평사리 산31번지                    | 산성               | 29,291m2          | 신라      | 대한민국의 사적 제151호                                   |
| 함안 성산산성 (咸安 城山山城)       | 경남 함안군 가야읍 광정리 569번지                     | 산성               | 178필지 227,821m2 | 삼국 시대 | 대한민국의 사적 제67호                                    |
| 함양 사근산성 (咸陽 沙斤山城)       | 경남 함양군 수동면 원평리 산60번지                    | 산성               | 93,808m2          | 삼국 시대 | 대한민국의 사적 제152호                                   |
| 합천 미숭산성 (陜川 美崇山城)       | 경남 합천군 야로면 하빈리 산 27                       | 산성               | 45,818m2          | 삼국 시대 | 경상남도의 기념물 제67호                                  |
| 합천 백마산성 (陜川 白馬山城)       | 경남 합천군 율곡면 항곡리 산3번지 외 4필지            | 산성               | 127,251m2         | 삼국 시대 | 경상남도의 기념물 제263호                                 |
| 합천 성산토성 (陜川 城山土城)       | 경남 합천군 쌍책면 성산리 175-1 등 235필지            | 성                 | 118,281m2         | 삼국 시대 | 경상남도의 기념물 제293호                                 |

## 같이 보기
- 부산광역시의 성 목록
- 울산광역시의 성 목록